# Ernst-Joachim Völker

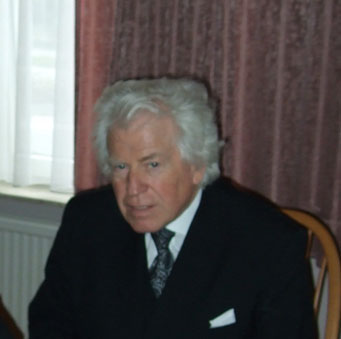
Ernst-Joachim Völker, 2008

Ernst-Joachim Völker (* 7. Juni 1934 in Stockelsdorf; † 19. Juni 2021) war ein deutscher Akustiker und Bauphysiker.

## Leben
Völker studierte nach seinem Abitur in Wismar von 1954 bis 1961 Nachrichtentechnik an der Technischen Universität Berlin. Zur gleichen Zeit absolvierte er an der Berliner Hochschule für Musik das Studium im Hauptfach Kontrabass und im Nebenfach Klavier und setzte dieses ab 1958 im Fach Tonmeister fort.
Seine erste Anstellung brachte ihn 1962 zum Hessischen Rundfunk nach Frankfurt am Main, wo er als Akustiker beim Bau der Hörfunk und Fernsehstudios beteiligt war. 1979 machte er sich mit dem IAB Institut für Akustik und Bauphysik als beratender Ingenieur und Sachverständiger selbstständig, insbesondere mit dem Spezialgebiet Konzertsäle, Rundfunkstudios und Mehrzweckhallen. Zeitgleich begann er eine seit 1979 andauernde Lehrtätigkeit an der TU Darmstadt am Fachbereich Architektur für das Fachgebiet Bauphysik und wurde 1989 zum Honorarprofessor ernannt. 1996 wurde Völker an der TU Berlin mit der  Arbeit „Zur Bedeutung der ersten 15ms bei der Beurteilung von Schallaufnahmen im Regieraum“ promoviert.
Prof. Völker war Mitglied des Normausschusses für Materialprüfung NMP im DIN und vertrat Deutschland in internationalen Normungsgremien des CEN und der ISO. Er war Mitglied in zahlreichen Fachvertretungen, unter anderem der Deutschen Gesellschaft für Akustik (DEGA). Führungsaufgaben hatte er übernommen in der DEGA als Fachausschussvorsitzender Elektroakustik und in der AES im Convention Committy München und als Chairman der Section Mitte in Deutschland.
Er publizierte über 200 Veröffentlichungen, die überwiegend mit Fachvorträgen auf Veranstaltungen oder Kongressen verbunden sind.

## Musikalisches Werk
Im Oberurseler Stadtteil Stierstadt gründete Völker 1972 mit seiner Familie unter der Bezeichnung "Stierstädter Spatzen" einen Kinder- und Jugendchor, aus dem 21 Gesangs- und Instrumentalgruppen und als Ausgründungen die erfolgreichen Bands „Country Only“, „Greyhound Journey“ und „Wild Fire“ hervorgingen. 1988 führten die "Spatzen" das von Völker geschriebene, komponierte und arrangierte Musical "Träume" auf, 1989 das Musical "Hei,Tec".